# امتصاص (كيمياء)

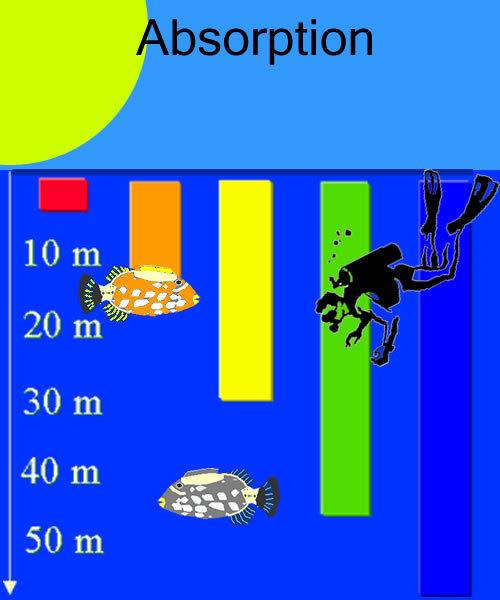

امتصاص المادة هو عملية أساسية من عمليات الهندسة الكيميائية. ففي العمليات الصناعية الكيميائية والمجالات المتعلقة بها مثل تكرير النفط، فإن الامتصاص يعني عادة امتصاص الغاز. في هذه العملية يكون مزيج الغازات (أو البخار) على تماس مع السائل المذيب المختار ليمتص نوع واحد أو أكثر من مكونات المزيج الغازي. والغاية هي إما استرجاع مركب من المزيج الغازي أو تخليص المزيج من الشوائب. وتسمى العملية الأخيرة بغسل الغاز (gas scrubbing).
حالما يُمتص الغاز في السائل، يكون في حالة منحلة تماماً وبالتالي يكون عضوا في الطور السائل. يعتبر امتصاص الغاز في الصناعات الكيماوية ثاني علمية فصل الأكثر شيوعاً وتشمل تماس الغاز مع السائل. تسبقه فقط عملية التقطير التجزيئي وهي الأكثر شيوعاً.
عندما توظف العملية باتجاه عكسي، وذلك عندما يستخدم الغاز لاستخراج مركب ما من مزيج مائي، فإنه يعرف بلفظ الغاز، أو الاستخلاص.
في عملية امتصاص الغاز، إما أن لا تحدث تغيرات للمركب الغازي عندما يُمتص في المذيب السائل، أو أن المركب الممتص (المذاب) سيصبح مشتركاً بتفاعل كيميائي مع المذيب في الطور السائل. في الحالة الأولى تسمى العملية بامتصاص فيزيائي للغاز، وفي الحالة الثانية تسمى العملية امتصاص غاز بتفاعل كيميائي.
أمثلة عن امتصاص فيزيائي للغاز (امتصاص بسيط):
امتصاص الزيت الخفيف (البنزين، والتولوين، والزايلين) من الغازات الثانوية لفرن الكوك عن طريق غسل الغاز بزيت البترول. واسترجاع أبخرة المذيبات الثمينة، مثل الأسيتون أو تلك المستخدمة في عمليات التنظيف الجاف، من تيارات الغازات بغسل الغاز بواسطة مذيب مناسب.
أمثلة عن امتصاص غاز بتفاعل كيميائي:
معالجة الغازات العادمة من محطات التوليد بالفحم بغسلها بمحلول مائي من كربونات الصوديوم لإزالة ثاني أكسيد الكبريت (سبب محتمل للأمطار الحمضية). واسترجاع النشادر من الغازات الثانوية لفرن الكوك بغسلها بحمض الكبريت الممدد. وتنقية الغاز الطبيعي بامتصاص كبريتيد الهيدروجين في محلول مائي لإيتانول أمين.
يتم امتصاص الغاز عادة في نفس أنماط الأعمدة كالتي تستخدم في التقطير التجزيئي، وخصوصاُ الأبراج المحشوة ونمط الصواني، ولكن نمط الأبراج المحشوة يستخدم بكثرة في التقطير. يمكن أن تتم العملية بجريان متوافق الاتجاه (cocurrent flow)، يتم فيه جريان كلا الطورين الغاز والسائل صاعدين في العمود. ولكن عادة ما يستخدم الجريان المتعاكس (countercurrent flow) حيث يجري السائل نازلاً بينما يصعد الغاز في العمود. امتصاص الغاز لا يتم عند درجة الغليان كما في عملية التقطير. وعلى العكس، ولأن انحلالية الغازات في السوائل تزداد مع انخفاض درجة الحرارة، فإن امتصاص الغاز يتم عادة بجو بارد عند درجة حرارة فوق درجة تجمد المذيب بقليل. تحدث تغيرات في الحرارة خلال عملية امتصاص الغاز، كنتيجة أن المركب الممتص يتنازل عن حرارة التبخر الكامنة خلال الامتصاص، كما أنه سيكتسبها عندما يتكاثف. يتم تصغير ارتفاع درجة الحرارة الناتج باستخدام نسبة (المذيب إلى الغاز) كبيرة لإبقاء تركيز الغاز الممتص منخفض في الطور السائل، وبالتالي ابقاء التركيز الدافع لعملية الامتصاص مرتفعاً.
وعلى عكس التقطير التجزيئي، فإن امتصاص الغاز لا يتطلب مكررة الغلي (reboiler)، ومكثف، وراجع (reflux). فهو على أية حال، لا يحتاج إلى عملية استرجاع للمذيب لفصل المذيب والمذاب وهذا هو سبب تدوير المذيب.
القاعدة الأساسية في اختيار المذيب هو انحلالية المركب الغازي العالية في هذا المذيب، وأخفض انحلالية محتملة بالنسبة لمكونات المزيج الغازي الأخرى.

## اقرأ أيضاً
- ادمصاص
- عملية أساسية
- تقطير
- التقطير التجزيئي